# آدم هيلر
آدم هيلر (بالإنجليزية: Adam Heller)‏ ولد بناريخ 25 يونيو 1933، هو مهندس أمريكي-إسرائيلي وأستاذ باحث في قسم الهندسة الكيميائية بجامعة تكساس في أوستن.